# Единая национальная партия трудящихся
Единая национальная партия трудящихся (исп. Partido Único Nacional de los trabajadores, сокращённо P.U.N.T., ПУНТ) — политическая партия Республики Экваториальная Гвинея, основана 7 июля 1970 года (до июля 1972 года — Единая национальная партия). В 1970—1979 годах, во время диктатуры Франсиско Масиаса Нгемы Бийого была единственной партией в стране.

## История
По конституции Экваториальной Гвинеи 1973 года кандидат в президенты страны выдвигался съездом партии, партия вырабатывала «общую политику нации» и провозглашала целью «уничтожение эксплуатации человека человеком». На деле же был установлен жестокий авторитарный режим личного правления. Пожизненным главой партии был сам Масиас Нгема, Центральный комитет включал также его министров, губернаторов и высокопоставленных армейских руководителей. Постоянный генеральный секретарь ПУНТ Буэнавентруа Очага Нгомо был казнён в 1976 году.
В соответствии с уставом партия объединяла всё взрослое (с семилетнего возраста) население Экваториальной Гвинеи. В рамках ПУНТ действовали молодёжная и женская организации. Последняя была основана Мариной Алене Мба на примере Женской секции Испанской традиционалистской фаланги и Хунт национал-синдикалистского наступления времён франкистской диктатуры.
Согласно оппозиционному Национальному альянсу за восстановление демократии, действовавшему в изгнании, работу над уставными документами партии вёл испанский советник Масиаса Нгемы Антонио Гарсия-Тревихано, который, в частности, предложил добавить к названию слово «трудящихся». Другие видят в этом названии влияние Конголезской партии труда или Трудовой партии Кореи.
После военного переворота в августе 1979 года, организованного нынешним президентом Экваториальной Гвинеи Теодоро Обиангом Нгемой Мбасого, партия была распущена.